# Purpurdeutzia
Purpurdeutzia (Deutzia purpurascens) är en hortensiaväxtart som först beskrevs av Adrien René Franchet och L. Henry, och fick sitt nu gällande namn av Alfred Rehder. Enligt Catalogue of Life ingår Purpurdeutzia i släktet deutzior och familjen hortensiaväxter, men enligt Dyntaxa är tillhörigheten istället släktet deutzior och familjen hortensiaväxter. Arten har ej påträffats i Sverige. Inga underarter finns listade i Catalogue of Life.